# Malcolm-Jones Cyclecar

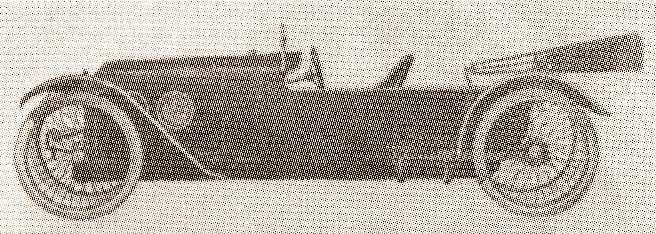
Malcolm Cyclecar (1914)

Die Malcolm-Jones Cyclecar Company war ein US-amerikanischer Automobilhersteller in Detroit (Michigan). Gründer waren E. Malcolm Jones, C. H. Lawrence und Charles H. Bennett. 1914 wurde dort ein Cyclecar unter dem Namen Malcolm gebaut.

## Beschreibung
Der Malcolm war ein Tandem-Zweisitzer mit zwei hintereinanderliegenden Sitzen und einem dritten Sitz auf Wunsch. Angetrieben wurde der Roadster von einem V2-Motor mit 10/15 hp (11 kW). Der Preis sollte bei US-$ 395, liegen, es entstanden aber nur Prototypen.
1915 erschien ein Leichtfahrzeug auf Basis des Cyclecars, das einen längeren Radstand und einen Vierzylindermotor mit 18 bhp (13,2 kW) hatte. Er kostete US-$ 425,–. Die Gesellschaft wurde in Malcolm Motor Company umbenannt, um das mit schlechtem Image behaftete Wort Cyclecar loszuwerden. Die Kunden ließen sich dennoch nicht täuschen und lehnten auch diesen Wagen ab.
Noch im selben Jahr verschwand Malcolm vom Markt.

## Modelle
| Modell         | Bauzeitraum | Zylinder | Leistung         | Radstand | Aufbauten                   |
| -------------- | ----------- | -------- | ---------------- | -------- | --------------------------- |
| Cyclecar       | 1914        | 2 V      | 15 bhp (11 kW)   | 2540 mm  | Roadster 2/3 Sitze (Tandem) |
| Light Roadster | 1915        | 4 Reihe  | 18 bhp (13,2 kW) | 2692 mm  | Roadster 2 Sitze            |